# ماري آردن
ماري آردن (وتسمى أيضا ماري شكسبير بعد زواجها بجون شكسبير) (ولدت عام 1540 – وماتت عام 1608) هي أم الأديب الإنجليزي وليام شكسبير.
ولدت ماري في عائلة كاثوليكية وكان أبوها روبرت أردن. مات أبوها عام 1556 وورثت عنه وهي في سن السادسة عشرة بيتا وأرضا في ويلمكوت في وورويكشاير (عرف فيما بعد ببيت ماري أردن وحاليا بمزرعة بالمر).
تزوجت ماري أردن بجون شكسبير على الأرجح في عام 1557. وكانت عائلة آردن في وقتها من أرقى العائلات في ستراتفورد أبون أفون، وذات أصل نبيل، في حين كانت عائلة شكسبير من أصول مزارعين. ولاحقا رهنت أملاك العائلة بسبب مرور جون شكسبير زوجها بضائقة مالية.
أنجب الزوجان ثمانية أطفال كان وليام الثالث بينهم.